# Область державних інтересів Німеччини

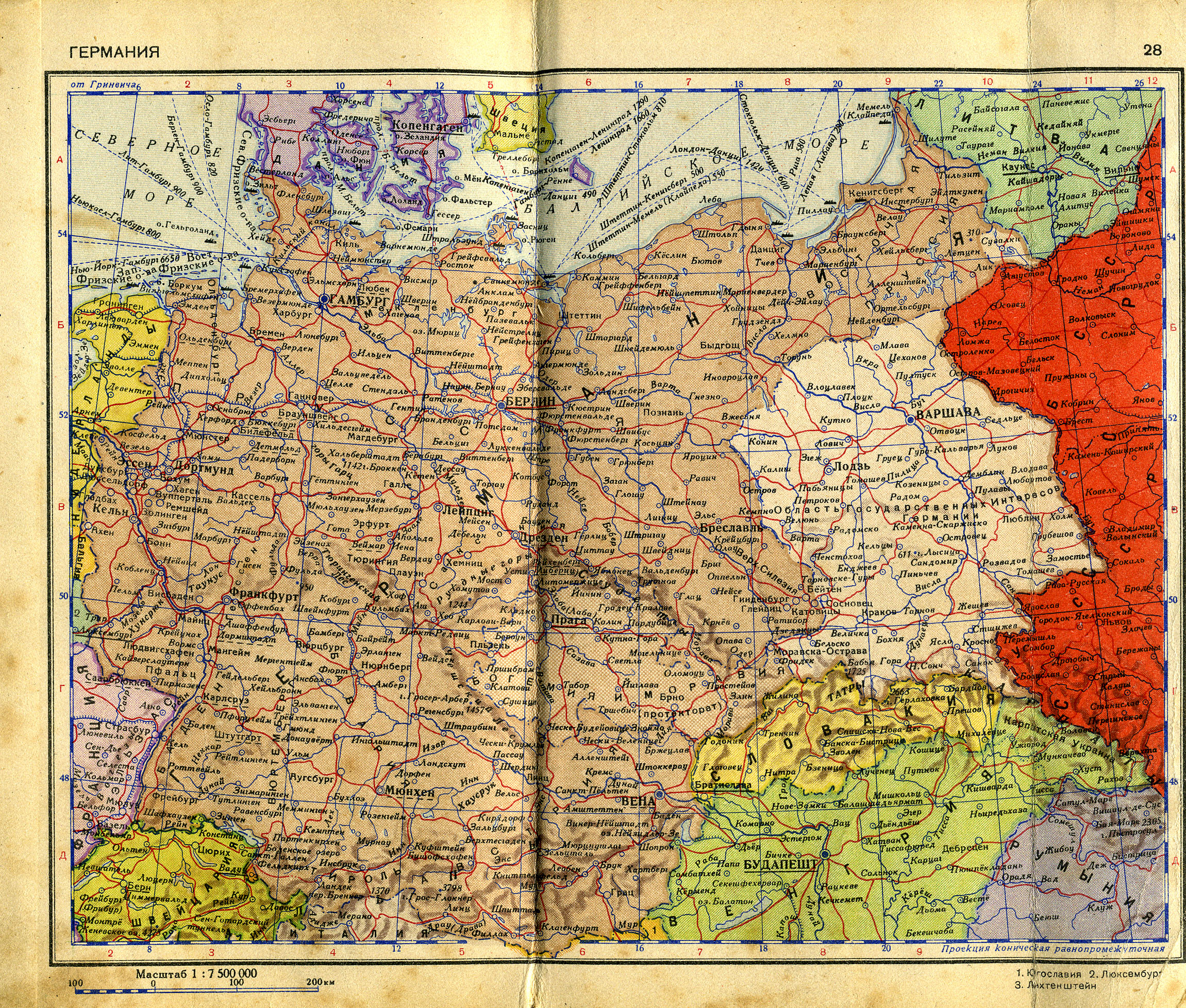
Німеччина після анексії частини польських територій та решта окупованої Польщі (область державних інтересів Німеччини) на радянській карті 1940 року

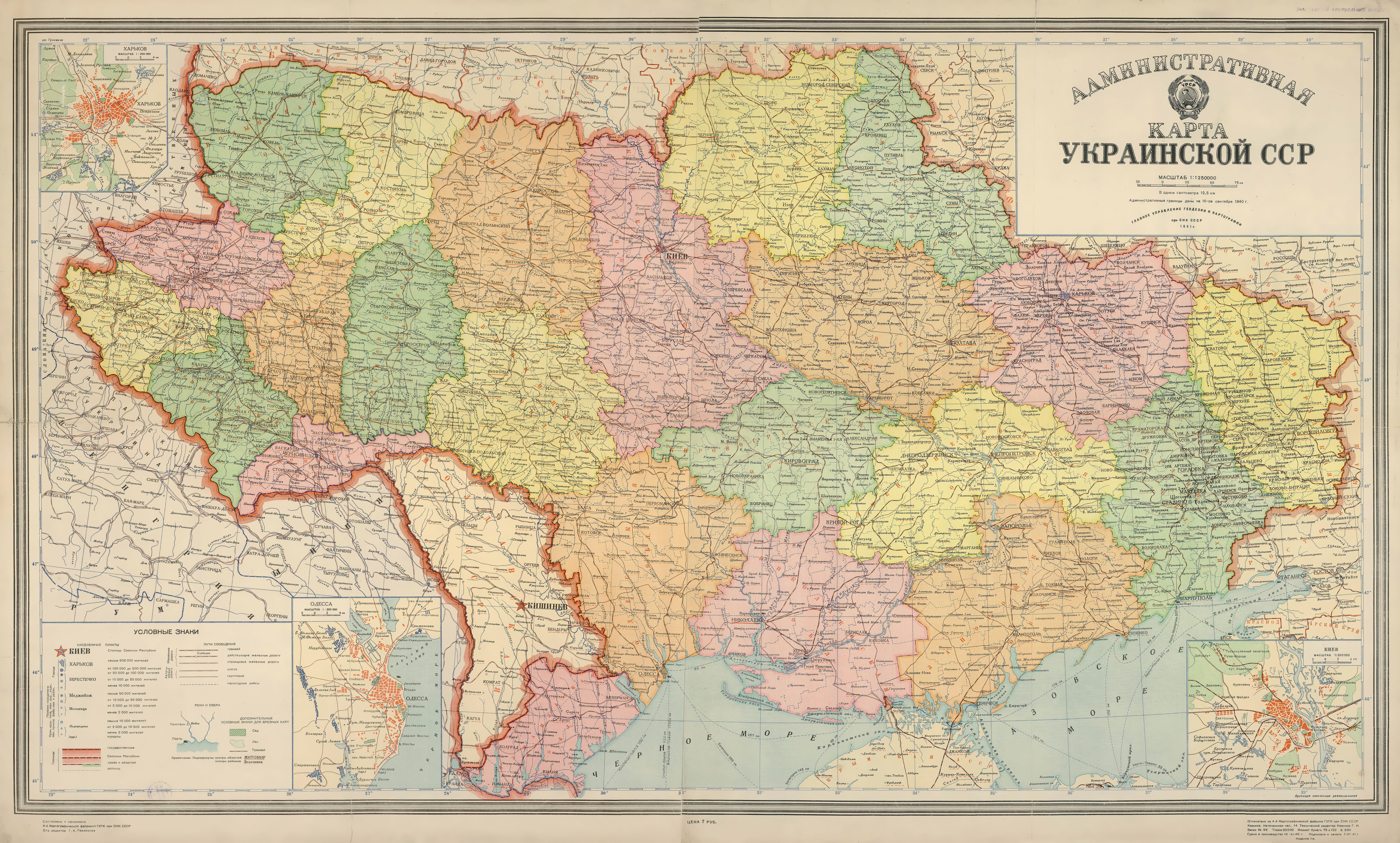
На виданій в СРСР карті Української РСР 1940—1941 років територію за її західним кордоном позначено як Область державних інтересів Німеччини

Область державних інтересів Німеччини (рос. Область государственных интересов Германии) — термін, яким радянська пропаганда на початковому етапі Другої світової війни позначала частину окупованої Німеччиною території Польщі, східні межі якої визначив Договір про дружбу та кордони між СРСР та Німеччиною. На німецьких картах того періоду відповідна територія позначалася як нім. Deutsches Interessen-Gebiet («Німецька область інтересів»).

## Історія
Назва відповідала поняттю «сфера інтересів Німеччини» з таємного протоколу до Договору про ненапад між Німеччиною і СРСР.
На відміну від радянської сторони, яка захоплені нею східні частини тодішньої Польщі розглядала як Західну Україну і Західну Білорусь, приєднавши їх до УРСР і БРСР відповідно, Третій Райх одержану ним за поділом частину Польщі не вважав на ту пору частиною Німецької імперії.
Назва офіційно вживалася в радянській картографії в 1940—1941 роках відповідно до Договору про ненапад між Німеччиною і Радянським Союзом та Договору про дружбу й кордони між СРСР та Німеччиною, а також на географічних картах, що видавалися в ці роки в Німеччині, замість пізнішого позначення «Генерал-губернаторство».
У квітні 1943 року з'явилася карта західних регіонів СРСР «УРСР: Волинська, Рівненська область; БРСР: Пінська область; Польща», де вперше від початку війни Польщу в Радянському Союзі було позначено своєю назвою.